# 普济桥 (德清)
30°34′05.6″N 120°07′42.1″E / 30.568222°N 120.128361°E
普济桥，俗名夏家桥、四仙桥，是浙江省湖州市德清縣境內的一座古橋，位於德清縣钟管镇蠡山村。桥梁为三孔梁桥，年代推测与兼济桥相近。普济桥于2005年3月16日与其余十二座古桥被浙江省人民政府以德清古桥群的名义公佈列為浙江省省級文物保護單位，2013年5月被國務院列為第七批全國重點文物保護單位。

## 結構
普济桥為三孔石梁橋，全长19.00米，坡脚宽2.6米，坡脚有收分，使用武康石修筑。桥梁两侧有须弥座桥栏，设有仰覆莲瓣望柱。